# Teófilo Protospatario

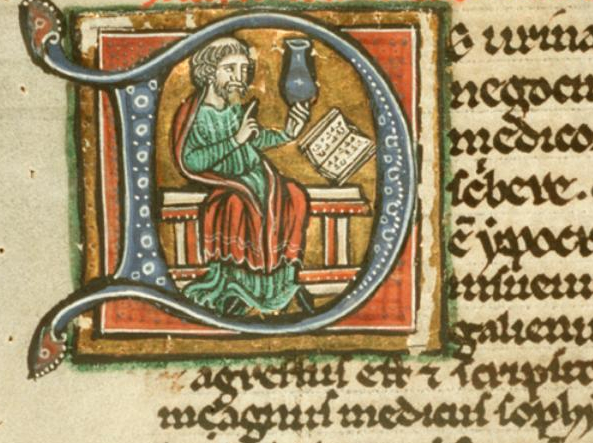
Teófilo Protospatario, sosteniendo un matraz de uroscopia azul grisáceo, representado en un manuscrito del siglo XIII

Teófilo Protospatario (en griego, Θεόφιλος Πρωτοσπαθάριος; ca. siglo VII) fue el autor de varias obras médicas griegas existentes de estatus incierto, firmadas como Filareto o Filoteo. No se sabe nada de su vida o del momento en que vivió. Generalmente se le llama "Protospatario", que parece haber sido originalmente un título militar dado al coronel de los guardaespaldas del emperador de Constantinopla (Spatharioi), pero que después se convirtió también en un título de tribunal superior, o se asoció con el gobierno de las provincias y las funciones de un juez.
Se conjetura que vivió en el siglo VII, que fue tutor de Estéfano, que alcanzó un alto rango profesional y político y que abrazó la vida monástica. Todo esto es, sin embargo, bastante incierto; y con respecto a su época se ha supuesto que algunas de las palabras que usa pertenecen a un período posterior al siglo VII; de modo que posiblemente sea la misma persona a la que se refiere Fotio como "Protospatario" en el siglo IX. Parece haber abrazado hasta cierto punto la filosofía peripatética, pero ciertamente era cristiano, y se expresa en todas las ocasiones posibles como un hombre de gran piedad, especialmente en su trabajo fisiológico; en todas partes señala con admiración la sabiduría, el poder y la bondad de Dios que se manifiestan en la formación del cuerpo humano. .
Se le atribuyen cinco obras:
- Περὶ τῆς τοῦ Ἀνθρώπου Κατασκευῆς, De Corporis Humani Fabrica. La más larga de sus obras, un tratado anatómico y fisiológico en cinco libros. Contiene muy poca materia original, ya que está casi completamente abreviada de la gran obra de Galeno, "De Usu Partium Corporis Humani", de la cual, sin embargo, Teófilo difiere de vez en cuando, y que a veces parece haber entendido mal. En el quinto libro ha insertado grandes extractos de Hipócrates "De Genitura" y "De Natura Pueri". Recomienda en varios lugares la disección de animales, pero no parece haber examinado nunca un cuerpo humano: en un pasaje aconseja al estudiante que diseccione un simio, o un oso, o, si ninguno de estos animales puede ser adquirido, que tome lo que pueda conseguir, "pero por todos los medios", agrega, "Deja que diseccione algo".[2]
- Un tratado Περὶ Οὔρων (Peri ouron), De Urinis, que, de la misma manera, contiene poco o nada que sea original, pero es un buen compendio de lo que sabían sobre el tema los antiguos, y fue muy estimado en la Edad Media, sirviendo como fuente del poema de Gilles de Corbeil De Urinis.
- Un breve tratado, Περὶ Διαχωρημάτων, De Excrementis Alvinis
- Un comentario sobre los "Aforismos" de Hipócrates, que a veces se atribuye a una persona llamada Filoteo:
  - Philothei medici praestantissimi commentaria in aphorismos Hippocratis nunc primum e graeco in latinum sermonem conversa, primera traducción latina de Luigi Corado (?), de Mantua, 1581: digitalización de Google;[3] Digitalización Medic@.[4]
- Un breve tratado, Περὶ Σφυγμῶν, De Pulsibus.[5] Parece ser muy diferente del trabajo sobre el mismo tema de Filareto, que a veces se ha atribuido a Teófilo. También fuente de un poema de Gilles de Corbeil.